# Apicia
Apicia là một chi bướm đêm thuộc họ Geometridae.